# Bo Johansson
Bo Johansson, zwany Bosse (ur. 28 listopada 1942 w Kristdali) – szwedzki trener piłkarski. W latach 1996–2000 był selekcjonerem reprezentacji Danii, z którą dotarł do ćwierćfinału Mistrzostw Świata 1998. Później pracował w IFK Göteborg, a od 2005 roku jest szkoleniowcem Molde FK.

## Kariera piłkarska
Przez dziesięć lat, od 1962 do 1972 roku, bez większych sukcesów grał w Kalmar FF. Sportową przygodę zakończył w Lindsdals IF.

## Kariera szkoleniowa
Przygodę szkoleniową zaczynał w Kalmar FF i Lindsdals IF.
Na początku lat 80. dwukrotnie zdobył mistrzostwo Szwecji z ligowym średniakiem Öster Växjoe. Później pracował w Norwegii, Grecji, Danii (Silkeborg IF w 1994 roku doprowadził do triumfu w rozgrywkach ligowych tego kraju), Finlandii, a także w Islandii, gdzie przez rok był selekcjonerem reprezentacji.
W lipcu 1996 roku przejął od Richarda Møllera Nielsena stery drużyny narodowej Danii. Prowadzona przez niego reprezentacja, ze Schmeichelem i braćmi Michaelem i Brianem Laudrupami na czele, na Mistrzostwach Świata 1998 doszła do ćwierćfinału (najlepszy rezultat w historii duńskiej kadry). Przegrała po emocjonującym meczu z przyszłymi wicemistrzami świata Brazylijczykami. Dwa lata później Duńczycy znacznie słabiej zaprezentowali się na Euro 2000, gdzie przegrali wszystkie trzy mecze. Po tym turnieju, zgodnie z wcześniejszymi zapowiedziami, Johansson podał się do dymisji.
Przez trzy lata odpoczywał od pracy szkoleniowej. W połowie 2003 roku został trenerem IFK Göteborg, gdzie pracował tylko sezon. W 2005 roku był opiekunem piłkarzy Molde FK.

## Sukcesy szkoleniowe
- mistrzostwo Szwecji 1980 i 1981 z Öster Växjoe
- mistrzostwo Danii 1994 z Silkeborg IF
- ćwierćfinał Mistrzostw Świata 1998 oraz runda grupowa Euro 2000 z reprezentacją Danii